# Josip Gorup
Josip vitez Gorup pl. Slavinjski (Slavina, 6. travnja 1834. – Rijeka, 25. travnja 1912.), bio je slovenski industrijalac, političar i mecena.

## Rani život
Gorup je rođen 1834. godine u Slavini kraj Postojne. Gimnaziju je pohađao u Gorici, a zatim u Ljubljani, gdje je maturirao 1854. godine. Kao dijete siromašnih roditelja nije plaćao školarinu u srednjoj školi. Nakon očeve smrti novčano ga je podupirao njegov bogati ujak Janez Kalister iz Trsta, s nadom da će se kod njega nakon završetka školovanja zaposliti, što mu se i dogodilo. Ujak ga je zaposlio kao računovođu u svom poduzeću u Trstu. Godine 1862. postao je glavni prokurist i vodio je izgradnju željezničke pruge Maribor – Klagenfurt. Nakon ujakove smrti 1864. godine preuzima upravljanje poduzećem Kalister i Nasljednici. U to se vrijeme Gorup našao među vijećnicima slovenske narodne čitaonice u Trstu.

## Poslovni uspjeh
Gorup je 1871. godine sagradio je prvu riječku četverokatnicu. Rijeka se u to vrijeme ubrzano razvijala jer je postala glavna luka mađarske polovice Carstva i natjecala se s austrijskim Trstom. U isto vrijeme gradi obiteljsku kuću i konjušnicu u Mlaki. Kada je dovršena, Gorup i njegova velika obitelj trajno se nastanjuju u Rijeci. Ipak, nije prekidao kontakte s Trstom, slovenskim zemljama, Istrom i obližnjim austrijskim i talijanskim pokrajinama gdje su se protezale njegove trgovačke veze.
Gorup 1876. godine osniva vlastito poduzeće koje se bavi financijskim poslovima, hotelijerstvom i izvođenjem velikih javnih radova. Svoj kapital uložio je u mnoge tvrtke iz područja brodarstva, bankarstva, osiguranja itd.
U Rijeci je sagradio Grand hotel Europa. Izuzetno je cijenio sve vrste likovnih umjetnosti kao i arhitektonska dostignuća, o čemu je vodio računa i pri opremanju građevina koje je gradio. Godine 1897. prodao je hotel Europa poduzetniku Florijanu Rossbacheru.
S vremenom je postao jedan od najbogatijih Slovenaca. Zbog svojih uspjeha na financijskom polju s vremenom se uspio svrstati u sam vrh poslovnog svijeta tadašnje Austro-Ugarske. Uživao je veliki ugled u domaćim i međunarodnim financijskim krugovima, zbog čega su ga mnoga poduzeća, posebice riječka, birala na svoja rukovodeća mjesta. Primjerice, bio je potpredsjednik Ugarsko-hrvatskog parobrodskog društva, direktor Hrvatske štedionice i banke i Banca Fiumana, član uprave Società fiumana del Dock te glavni dioničar austrijskog Lloyda i Ungaro Croate.
Kasnije su Gorup i njegovi sinovi postali i dioničari poznatih brodarskih udruga i brodovlasnika. Brodogradnjom su se bavili na Malom Lošinju, Rijeci i Trstu. Kao član konzorcija društva Sigismund Kopajtić Antunova bio je vlasnik vijačnog broda Rečina nosivosti 2355 tona s 20 članova posade. Godine 1905. Gorup, tada već poznat kao jedan od najvećih brodovlasnika, počinje pripremati zemljište za brodogradilište u Izoli, gdje će se graditi manji brodovi za obalnu plovidbu.
Bio je najbogatiji Riječanin. Sugrađani su ga zbog bogatstva prozvali i slovenskim Rothschildom. Njegova imovina u pokretninama i nekretninama vrijedila je 40 milijuna austrijskih kruna. Posjedovao je kuće i zemlju u Rijeci, Trstu, Miljama, Ljubljani, Opatiji i drugdje. U Ljubljani je imao posjede u predgrađu Gradišče, Rimskoj i današnjoj Gorupovoj ulici te u Kapucinskom predgrađu.
Gorup je bio i jedan od osnivača predionice u Ajdovščini i Kranjskog graditeljskog poduzeća u Ljubljani. Domoljubno se pridružio slovenskim i slavenskim gospodarstvenicima u Austro-Ugarskoj koji su htjeli ekonomski stati na svoje noge kako bi ublažili velikonjemački pritisak na Slovence. Tako je bio jedan od povjerenika češke banke Slavija, koja je htjela ujediniti sve slavensko osiguravajuće bankarstvo. Sudjelovao je i u neuspjelom pokušaju osnivanja Ljubljanske občne banke, dok je Ljubljanska kreditna banka nastala pod njegovim posrednim utjecajem.
Gorup je od 1889. do 1891. godine bio je zastupnik u Zemaljskom saboru Kranjske, gdje je zastupao izborne kotare Postojnu, Vrhniku i Lož. Bio je i član financijskog odsjeka, odsjeka za Državnu hipotekarnu banku i odsjeka za dolenjsku željeznicu. Ostavku je podnio jer, kako smatra, zastupnici nemaju pojma o dobrom upravljanju.

## Pokroviteljstvo i dobrotvorstvo
Gorup je kao mecena i dobrotvor podupirao mnoge ljude i ustanove, a posebno je revnovao za odgoj mladeži. Podupirao je srednjoškolce i studente pod okriljem kluba Radogoj kojeg je sam osnovao, a posebno je bio naklonjen školovanju djevojaka.
Godine 1876. počeo je češće surađivati s kasnijim ljubljanskim gradonačelnikom Ivanom Hribarom. Sastao se s njim u kavani njegova hotela Europa, gdje su raspravljali o politici, kulturi i slovenskim nacionalnim pitanjima. Kao veliki domoljubi, tražili su način da se odupru sve većem njemačkom pritisku na Slovence u to vrijeme. Rješenje su prije svega vidjeli u obrazovanju. U jednom takvom razgovoru 1886. godine Gorup je Hribaru rekao da je premalo sustavnog rada u obrazovanju slovenske akademske mladeži. Smatrao je da mu je to obrazovanje puno važnije od djelovanja Družbe sv. Ćirila i Metoda. Predložio je da se u Ljubljani osnuje udruga studenata visokog obrazovanja, koji su bili uglavnom siromašni, kao središte svih akcija potpore studentima visokog obrazovanja. Na taj bi način bilo moguće osposobiti mnoge važne akademike. Za to je bio spreman pridonijeti 5000 guldena.
Osnovao je prvi fond za stipendiranje studenata i studentica iz Ljubljane 1888. godine. S kapitalom od 30.000 guldena utemeljio je i fond koji je podupirao slovenske studente na trgovačkim akademijama u Grazu, Pragu i pomorskoj akademiji u Trstu. Dao je sagraditi novu osnovnu školu u rodnom selu i osnovao fondove za stočare slavonske općine. Dodijelio je i stipendije hrvatskim studentima.
Budući da je u to vrijeme Kranjska regija prodavala imanje bivše zemaljske bolnice na Dunajskoj cesti, Hribar je odlučio preporučiti Gorupu da kupi ovo imanje i da ga polovicu daruje ljubljanskoj općini za gradnju više djevojačke škole. Hribar mu je također savjetovao da donira 50.000 guldena srednjoškolskim ustanovama. Gorup je u potpunosti odobrio prijedloge. Tako je podržao osnivanje djevojačkog liceja u Ljubljani, kupio zemljište i darovao ga gradu, a zatim financijski podupro izgradnju na novoj lokaciji u blizini Državnog muzeja i parka Tivoli. Licej je sagrađen prema nacrtima slovenskog arhitekta Maxa Fabianija. Zgrada, poznata po susjednom internatu Mladik, danas je sjedište slovenskog ministarstva vanjskih poslova.
Ukupno je Ljubljani poklonio 300.000 kruna, zbog čega je 1888. godine proglašen počasnim građaninom. Nakon ljubljanskog potresa 1895. sagradio je uz Rimsku cestu četiri velike stambene zgrade za dužnosnike.
Zbog svog dobročinstva proglašen je počasnim građaninom u 53 grada i općine, a 22 književna, dobrotvorna i druga društva proglasila su ga počasnim članom. Priznanje mu je odala i Austro-Ugarska, jer ga je car 1898. odlikovao velikim križem Carskog reda Franje Josipa i uzdigao ga u nasljedni viteški red 1903., a dobio je i pravo korištenja pridjeva Slavinski, odnosno plemeniti Slavinski.
Podržavao je i pjesnika Simona Gregorčiča. Za prvi svezak njegovih pjesama platio mu je honorar od 6000 kruna, a drugi i treći svezak je opskrbio i platio honorar od 3000 kruna. Tim novcem Gregorčič se riješio dugova i kupio imanje u Gradišču. U znak zahvalnosti, pjesnik je Gorupu posvetio dvije svoje pjesme.

## Privatni život
Godine 1866. prvi put se oženio austrijskom plemkinjom Annom Perghöfer iz Klagenfurta koja mu je rodila osmero djece. Godine 1883. Gorup se oženio drugi put jer mu je umrla prva žena. Oženio se Klavdijom Keesbacher, mladom Ljubljančankom, koja mu je rodila šestero djece. Ukupno je imao 14 djece, od kojih samo jedno nije doživjelo punoljetnost.
Unatoč velikom bogatstvu, živio je skromno. Samo deset godina nakon izgradnje njegove riječke vile, kada mu se 1887. rodilo 12. dijete, sagrađene su praonica i konjušnica. Godine 1886. u prizemlju kuće preuređena je poznata Bukovnikova kavana.
Gorup je preminuo je 25. travnja 1912. u Rijeci. Njegovom sprovodu nazočio je velik broj ljudi i uglednika iz cijele Austro-Ugarske. Njegova obiteljska grobnica na riječkom groblju Kozala danas je zaštićena kao kulturno dobro i turistička je atrakcija grada. Gorup ju je dao izgraditi nakon što mu je dvije godine nakon posljednjeg poroda umrla prva supruga Ana, ostavivši ga s osmero malodobne djece.